# Jon Kabat-Zinn
Jon Kabat-Zinn; született: Jon Kabat, (New York, 1944. június 5. –) amerikai orvosprofesszor, az orvostudomány emeritusa, aki nagyban hozzájárult a „tudatos jelenlét” elterjedéséhez az egész világon. A Cambridge Zen Center alapító tagja.

## Pályafutása
1966-ban elkezdett meditálni és jógázni, miközben olyan zen buddhista tanárok tanítványa volt, mint Philip Kapleau, Thich Nhat Hanh és Seung Sahn 
A hatha-jóga és a vipasszana gyakorlása, valamint a szótó és az advaita védánta késztették arra, hogy a tanításaikat a tudományos eredményekkel integrálja.
1979-ben a Massachusettsi Egyetem Orvostudományi Karán belül megalapította a Stresszcsökkentési Részleget (Stress Reduction Clinic), ahol buddhista tanítások alapján létrehozta a Stresszcsökkentési és Relaxációs Programot , amelyet később tudatos jelenléten alapuló stresszcsökkentő programnak (MBSR) (Mindfulness-Based Stress Reduction) kereszteltek át.
Tudatos jelenlétet (mindfulness) tanít, amely szerinte segíthet az embereknek megbirkózni a stresszel, a szorongással, a fájdalmakkal és a betegséggel.
MBSR programját egészségügyi központok, kórházak és egészségügyi karbantartó szervezetek kínálják  és műveiben foglalkozik vele.

## Művei

### Magyarul
- Bárhová mész, ott vagy. Éberségmeditáció a mindennapi életben; ford. Veszprémi Krisztina; Ursus Libris, Budapest, 2009
- Kiút a boldogtalanságból. Szabadulj meg a depressziótól egyszer s mindenkorra!; többekkel, ford. Hegedűs Péter; Édesvíz, Budapest, 2011 + CD
- Az éber figyelemről – örök kezdőknek. Hódítsuk vissza a jelen pillanatot – és az életet!; ford. Veszprémi Krisztina; Ursus Libris, Budapest, 2013
- Mindfulness meditáció a fájdalom enyhítésére. Szerezd vissza az irányítást a tested és az életed felett; ford. Erdő Orsolya; Édesvíz, Budapest, 2023

### Angolul
- Kabat-Zinn, Jon. Full catastrophe living: using the wisdom of your body and mind to face stress, pain, and illness. Delta Trade Paperbacks (1991). ISBN 0-385-30312-2
- Mindfulness Meditation for Everyday Life. Piatkus, 1994. ISBN 0-7499-1422-X
- Wherever You Go, There You Are: Mindfulness Meditation in Everyday Life. Hyperion Books, 1994. ISBN 1-4013-0778-7
- The Power of Meditation and Prayer, with Sogyal Rinpoche, Larry Dossey, Michael Toms. Hay House, 1997. ISBN 1-56170-423-7
- Everyday Blessings: The Inner Work of Mindful Parenting, with Myla Kabat-Zinn. Hyperion, 1997. ISBN 978-0-7868-8314-1
- Coming to Our Senses: Healing Ourselves and the World Through Mindfulness. Hyperion, 2006. ISBN 0-7868-8654-4
- The mindful way through depression: freeing yourself from chronic unhappiness, by J. Mark G. Williams, John D. Teasdale, Zindel V. Segal, Jon Kabat-Zinn. Guilford Press, 2007. ISBN 1593851286
- Arriving at Your Own Door. Piatkus Books, 2008. ISBN 0-7499-2861-1. The book contains 180 verses that discuss the connection between mindfulness and our physical and spiritual wellbeing and can lead to healing and transformation[6][7][8][9]
- Letting Everything Become Your Teacher: 100 Lessons in Mindfulness. Dell Publishing Company, 2009. ISBN 0-385-34323-X
- The Mind's Own Physician: A Scientific Dialogue with the Dalai Lama on the Healing Power of Meditation, co-authored with Richard Davidson (New Harbinger, 2012) (based on the 13th Mind and Life Institute Dialogue in 2005)
- Mindfulness for Beginners: reclaiming the present moment – and your life. Sounds True, Inc., 2012. ISBN 978-1-60407-753-7